# 히가시 고이치
히가시 고이치(일본어: 東 幸一, 1978년 8월 23일 ~ )는 일본의 전 축구 선수이다.

## 구단 경력
과거 사간 도스에서 활동하였다.